# Montcel (Savoie)
Montcel ist eine französische Gemeinde mit 1090 Einwohnern (Stand 1. Januar 2022) im Département Savoie in der Region Auvergne-Rhône-Alpes. Sie gehört zum Arrondissement Chambéry und ist Mitglied im Gemeindeverband Communauté d’agglomération Grand Lac. Die Bewohner werden Montcellois und Montcelloises genannt.

## Geographie
Montcel liegt auf 596 m, etwa 19 Kilometer nördlich der Stadt Chambéry (Luftlinie). Das Bauerndorf erstreckt sich im Alpenvorland an aussichtsreicher Lage am unteren Nordwesthang des Mont Revard (Teil des Massivs der Bauges), über dem Tal der Sierre.

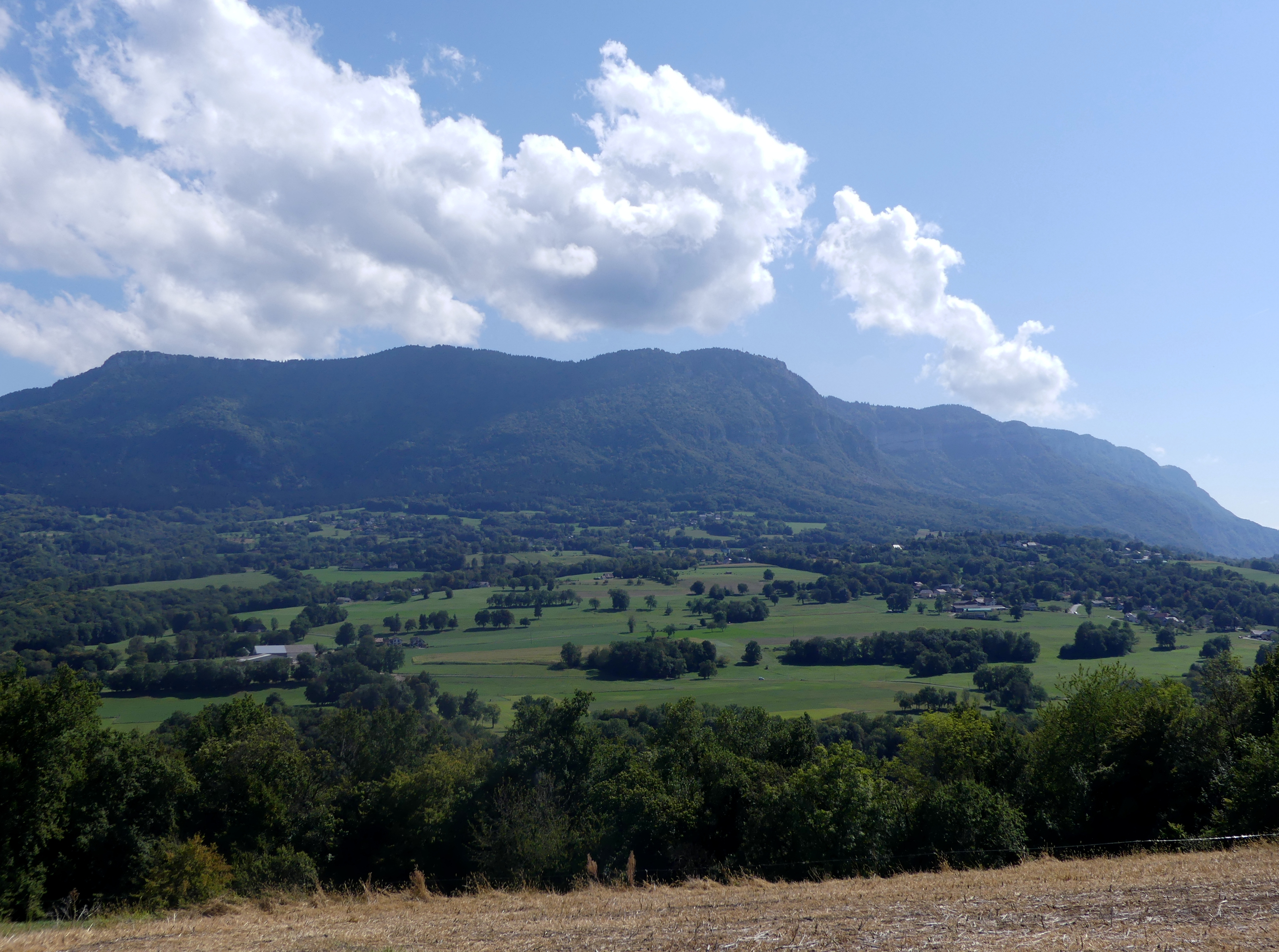
Mont Revard im Massif des Bauges

Die Fläche des 15,23 km² großen Gemeindegebiets umfasst einen Abschnitt des französischen Alpenvorlandes. Das Gebiet wird im Osten und Norden von der Sierre begrenzt. Diese entspringt auf dem Hochplateau des Mont Revard und fließt zunächst nordwärts in einem Kerbtal, das in den Hang eingeschnitten ist. Unterhalb von Montcel wendet sie sich nach Westen und führt ihr Wasser dem Lac du Bourget zu. Die westliche Grenze bildet ein parallel zum Oberlauf der Sierre fließender Seitenbach. Vom Tal der Sierre erstreckt sich das Gemeindeareal südwärts über den sanft geneigten Hang von Montcel bis zum Geländevorsprung von La Chapelle. Daran schließt sich ein immer steiler ansteigender und dicht bewaldeter Hang der Randkette des Massivs der Bauges an. Auf dem Kamm der Tour de l’Angle Est wird mit 1563 m die höchste Erhebung von Montcel erreicht. Südlich davon befindet sich das Quellgebiet der Sierre und das Hochplateau des Mont Revard (1360 m). Die Gemeinde liegt innerhalb des Regionalen Naturparks Massif des Bauges (frz.: Parc naturel régional du Massif des Bauges).
Zu Montcel gehören neben dem eigentlichen Ortskern auch verschiedene Weilersiedlungen und Gehöfte, darunter:
- Lachat (460 m) auf einem Geländevorsprung über dem Tal der Sierre
- Les Légers (450 m) am Hang über dem Tal der Sierre
- La Chapelle (760 m) auf einem Vorsprung am Fuß des Mont Revard

Nachbargemeinden von Montcel sind Entrelacs im Norden, Saint-Offenge im Osten, Les Déserts und Pugny-Chatenod im Süden sowie Trévignin und Grésy-sur-Aix im Westen.

## Geschichte
Erstmals urkundlich erwähnt wird Montcel 1257 als Moncellum. Der Ortsname geht auf das altfranzösische Wort moncel (lateinisch monticulus) in der Bedeutung von kleiner Berg zurück. Im Mittelalter war Montcel im Besitz der Herren von Clermont.

## Sehenswürdigkeiten
Die Dorfkirche von Montcel wurde im 19. Jahrhundert erbaut. Eine Kapelle steht im Weiler La Chapelle.

## Bevölkerung
| Jahr                       | 1962 | 1968 | 1975 | 1982 | 1990 | 1999 | 2006 | 2016 |
| Einwohner                  | 389  | 379  | 357  | 420  | 568  | 731  | 830  | 982  |
| Quellen: Cassini und INSEE |      |      |      |      |      |      |      |      |

Mit 1090 Einwohnern (Stand 1. Januar 2022) gehört Montcel zu den kleinen Gemeinden des Département Savoie. Nachdem die Einwohnerzahl im 20. Jahrhundert rückläufig war, wurde seit Beginn der 1980er Jahre dank der Wohnlage wieder eine deutliche Bevölkerungszunahme verzeichnet.

## Wirtschaft und Infrastruktur
Montcel war bis weit ins 20. Jahrhundert hinein ein vorwiegend durch die Landwirtschaft geprägtes Dorf. Daneben gibt es heute verschiedene Betriebe des lokalen Kleingewerbes. Mittlerweile hat sich das Dorf auch zu einer Wohngemeinde entwickelt. Viele Erwerbstätige sind Wegpendler, die in den größeren Ortschaften der Umgebung sowie im Raum Chambéry und Annecy ihrer Arbeit nachgehen.
Die Ortschaft liegt abseits der größeren Durchgangsstraßen. Die Hauptzufahrt erfolgt von der Departementsstraße D911, die von Grésy-sur-Aix nach Cusy führt. Weitere Straßenverbindungen bestehen mit Saint-Offenge-Dessus, Trevignin und dem Hochplateau des Mont Revard. Der nächste Anschluss an die Autobahn A41 befindet sich in einer Entfernung von rund 8 km.